# Chemins de fer touristiques et de montagne
La société anonyme des Chemins de fer Touristiques et de Montagne (CFTM) est créée en 1973 à Lyon pour exploiter le Chemin de fer du Vivarais et le Funiculaire de Saint-Hilaire-du-Touvet. Elle disparait en 2004 remplacée par la Société Anonyme d'Économie Mixte Locale du Chemin de Fer du Vivarais .

## Histoire
La société  des Chemins de fer Touristiques et de Montagne succède à la société anonyme du Chemin de fer touristique de Meyzieu (CFTM). Cette dernière avait obtenu en 1969, la concession à ses risques et périls de la ligne de Tournon à Lamastre de l'ancien réseau du Vivarais exploité par la Compagnie de chemins de fer départementaux.
Le capital initial d'une valeur de 120 000 fr est constitué par les actifs de l'ancienne société. Le siège social est situé au n°8 de la rue d'Algérie à Lyon. En 1992, il est transféré au n°1 du quai Jean Moulin dans cette même ville.
En 1974 la société CFTM se voit contrainte d'acquérir le matériel roulant et l'infrastructure ferroviaire du chemin de fer du Vivarais.
La Société CFTM disparait le 1er janvier 2004 pour faire place à la Société Anonyme d'Économie Mixte Locale du Chemin de Fer du Vivarais (SAEML-CFV), le département de l'Ardèche étant devenu actionnaire majoritaire.

## Les lignes
- Tournon - Lamastre (33 km) (1973-2004)
- Funiculaire de Saint-Hilaire-du-Touvet (1,4 km)(1973-1977)
- Chemin de fer du Haut-Rhône, (3 km) (1987-2004)